# (523768) 2014 WQ510
2014 دابليو كيو 510 (ويعرف أيضًا باسم (523768) 2014 دابليو كيو 510 وفق تسمية الكوكب الصغير) (بالإنجليزية: 2014 WQ510)‏ هو كويكب ضمن حزام الكويكبات؛ وترتيبه 523768 من حيث الاكتشاف.
اكتُشف هذا الجُرم الفلكي بواسطة مقراب بان ستارز في 2014.

## وصلات خارجية
- (523768) 2014 WQ510 في قاعدة بيانات مختبر الدفع النفاث لأجرام النظام الشمسي الصغيرة

- الاكتشاف · مخطط المدار ·  العناصر المدارية · المعلمات المادية

- (523768) 2014 WQ510 على موقع ويكي سكاي: DSS2, SDSS, GALEX, IRAS, Hydrogen α, X-Ray, Astrophoto, Sky Map, Articles and images

قالب:الكواكب الصغيرة: 523001–524000